# وانگ کای
وانگ کای (چینی: 王凯؛ پین‌یین: Wáng Kǎi؛ زادهٔ ۱۸ اوت ۱۹۸۲) بازیگر اهل چین است. وی از سال ۲۰۰۶ میلادی تاکنون مشغول فعالیت بوده‌است. از فیلم‌ها یا مجموعه‌های تلویزیونی که وی در آن نقش داشته‌است می‌توان به دوران طلایی، قاتلی کنار رود یانهه و نیروانا در آتش اشاره کرد.